# Gieorgij Badajew
Gieorgij Fiodorowicz Badajew (ros. Георгий Фёдорович Бадаев, ur. 1909, zm. 27 października 1950) – radziecki działacz partyjny.

## Życiorys
Od 1925 należał do WKP(b), 1937 ukończył Leningradzką Akademię Przemysłową, był sekretarzem Komitetu WKP(b) fabryki im. Karola Marksa w Leningradzie i I sekretarzem Moskiewskiego Komitetu Rejonowego WKP(b) w Leningradzie. Od 27 sierpnia 1946 do 29 czerwca 1949 zajmował stanowisko II sekretarza Komitetu Obwodowego WKP(b) w Leningradzie, był delegatem na XVIII Konferencję WKP(b) (15–20 lutego 1941), w 1947 został wybrany deputowanym do Rady Najwyższej RFSRR II kadencji z obwodu leningradzkiego.
2 września 1949 został aresztowany w ramach tzw. „sprawy leningradzkiej”, 27 października 1950 skazany na śmierć przez Wojskowe Kolegium Sądu Najwyższego ZSRR pod zarzutem „udziału w kontrrewolucyjnej organizacji destrukcyjnej” i rozstrzelany. Jego prochy złożono na Cmentarzu Dońskim. 4 maja 1954 został pośmiertnie zrehabilitowany.